# Nanuque
Nanuque est une municipalité brésilienne de l'État du Minas Gerais, microrégion de Nanuque, et la région Sud-Est du pays, appartenant à mesoregion Mucuri Valley. Sa population est estimée en 2014 était 41,852 personnes.
Le relief est constitué par les inselbergs du paysage et les collines de la mer, et la Serra dos Aimorés comme caractéristique prédominante. Comme la ville 79e plus peuplée de l'État, le 2e au nord de l'exploitation minière et le 1er de sa micro-région, la municipalité a le meilleur IDH nord-est de Minas Gerais, avec une valeur de 0,701, considéré comme élevé. En tant que centre régional pour dix villes, ses micro totales 122,104 habitants et une superficie totale de 8471.872 kilomètres carrés. Selon le DENATRAN, sa flotte de véhicules automobiles immatriculés est 18.580. Nanuque est une référence pour être en route vers la côte nord de l'état de Espírito Santo par LMG-719 route nationale et la côte sud de Bahia par la route fédérale BR-418, de sorte que la ville est considérée par ANTT le 9 État Minas Gerais avec le flux de route la plus haute et la 47e pour le pays. Nanuque est de 605 km au nord-est de la capitale de l'Etat Belo Horizonte et 1164 km au sud-est de la capitale fédérale Brasilia.
Nanuque est une ville touristique appartenant aux Gemstones de circuit, caractérisé par ses montagnes de Serra dos Aimorés, comme la pierre Fritz, qui est considéré comme le meilleur endroit pour pratiquer sauter par pays, ainsi que le canoë-kayak sur la rivière Mucuri et escalade President Stone Bueno.
Dans sa ville, Nanuque offre excellente et variée hébergement dans les hôtels, restaurants avec la meilleure cuisine de Minas Gerais, en plus des places et des promenades, des lacs et l'hospitalité de l'intérieur du Minas Gerais.